# Partido Democrático Socialista
El Partido Democrático Socialista fue un partido político chileno formado el año 1964 para respaldar la candidatura presidencial de Eduardo Frei Montalva.
La colectividad era una fusión del Partido Democrático (que no participó en la fusión con el PADENA), el Partido Socialista del Pueblo y el Movimiento Nacional de Izquierda. Entre sus fundadores se encontraba Carlos Alberto Martínez, exsenador del Partido Socialista. El partido fue inscrito oficialmente el 1 de septiembre de 1964, días antes de la elección presidencial de ese año.
Tras la elección de Frei, el partido dejó de existir y de sus agrupaciones fundadoras sólo quedó el Partido Democrático, el que finalmente se disolvió tras no obtener representación parlamentaria en las elecciones de 1965.